# На серебряной планете
«На серебряной планете» (пол. Na srebrnym globie) — кинофильм польского режиссёра Анджея Жулавского, экранизация «Лунной трилогии» польского писателя Ежи Жулавского (двоюродного деда режиссёра).
После своего французского дебюта (1975—1985) Жулавский вернулся в Польшу, где два года снимал этот фильм. Но министерство культуры Польши запретило картину, а часть материалов была попросту уничтожена, поэтому лишь спустя десять лет, в 1987 году, режиссёр смонтировал отснятый материал и выпустил фильм. Вырезанные или недоснятые отрывки он комментирует по ходу картины.

## Сюжет
Картина повествует об экспедиции на другую планету. В результате аварии в живых осталось лишь трое астронавтов — Марта (Ивона Бельская) и двое мужчин, Пётр (Ежи Гралек) и Ежи (Ежи Треля). Связь с Землёй потеряна, выжившие решают поселиться на берегу моря и дают начало новому человеческому роду.
После рождения первого сына Марта замечает, что он растёт гораздо быстрее, чем на Земле. Через несколько десятков лет, когда Ежи находится в преклонном возрасте, новое человечество представляет собой племя из нескольких десятков человек, с которыми он уже не может вступить в контакт — они частично одичали и воспринимают Ежи  как полубога. Перед смертью он отправляет на Землю видеодневник — записи с портативных видеокамер.
Вторая часть фильма начинается через несколько веков с прибытия ещё одного астронавта, Марека (Анджей Северин). Новое человечество находится в эпохе, напоминающей земное раннее средневековье. Находящиеся у власти священники объявляют Марека мессией, который, согласно пророчеству, должен освободить людей из-под власти шернов, коренных обитателей планеты, похожих на гигантских птиц. Марек принимает эту роль и возглавляет военный поход против шернов. Сначала люди добиваются успеха и захватывают в плен лидера шернов Авия, но последующая высадка в городе шернов заканчивается катастрофой. Марека побивают камнями и распинают.

## Художественные особенности
Уникальной атмосферой фильм во многом обязан оператору Анджею Ярошевичу. Сцену с метеоритным дождём, который имитировали при помощи большого количества пиротехнических зарядов, Ярошевич снимал с большим риском для жизни. 
Первая часть фильма снята с использованием т.н. «субъективной камеры», от первого лица (видеорекордеры астронавтов), с короткими планами и применением синкопированного монтажа. Вторая часть запоминается использованием сверхширокоугольного объектива, быстрым перемещением камеры и необычными ракурсами.
Отмечается сходство стилистики фильма с ранним творчеством Алехандро Ходоровски и «Медеей» Пьера Пазолини. Фильм в крайне натуралистичной манере демонстрирует жестокость и юродство большинства персонажей (например, подробно показана картина насаженных рядами на колы людей).

## История создания
В 1977 году, когда фильм был сделан примерно на 80 %, заместитель министра культуры Польши Януш Вильхельми внезапно приказал уничтожить декорации и костюмы и свернуть съёмки, причём большое количество костюмов и декораций, находившихся на побережье Балтики, было уничтожено сразу: на пляже была вырыта большая яма, куда был свален весь реквизит и сожжён. Костюмы из студии во Вроцлаве были отправлены на склад, но через десять лет были выброшены. Авторам костюмов, декораций и прочего реквизита удалось перехватить часть уцелевшего наследия фильма и сохранить спасённые остатки в собственных домах.
Режиссёр Анджей Жулавский столкнулся с фактическим запретом на профессию, ему угрожали уголовным преследованием по обвинениям в тунеядстве и перерасходе выделенных на съёмки «На серебряной планете» средств. В итоге он вынужден был уехать из Польши.
Два года судьба проекта оставалась неизвестной. Но и после гибели Вильхельми в авиакатастрофе в 1979 году возобновить работу над картиной не разрешили. Фильм «На серебряной планете» всё же вышел в прокат: в конце 1980-х, когда режиссёру удалось вернуться в Польшу, он смонтировал сохранившиеся фрагменты фильма, добавив вместо недостающих эпизодов их пересказ.

## В ролях
| Актёр             | Роль                         |
| ----------------- | ---------------------------- |
| Анджей Северин    | Марек                        |
| Ивона Бельская    | Марта                        |
| Ежи Треля         | Ежи                          |
| Ежи Гралек        | Пётр                         |
| Эльжбета Каркошка | Ада, дочь Марты              |
| Кристина Янда     | Аза                          |
| Хенрик Таляр      | гид Марека                   |
| Лешек Длугош      | Томаш                        |
| Ян Фрыч           | Томаш II, сын Марты и Томаша |
| Хенрик Биста      | Малахуда, первосвященник     |
| Ежи Голиньский    | космонавт                    |